# Faux-Fresnay

Faux-Fresnay este o comună în departamentul Marne, Franța. În 2009 avea o populație de 342 de locuitori.